# Shrewsbury Abbey

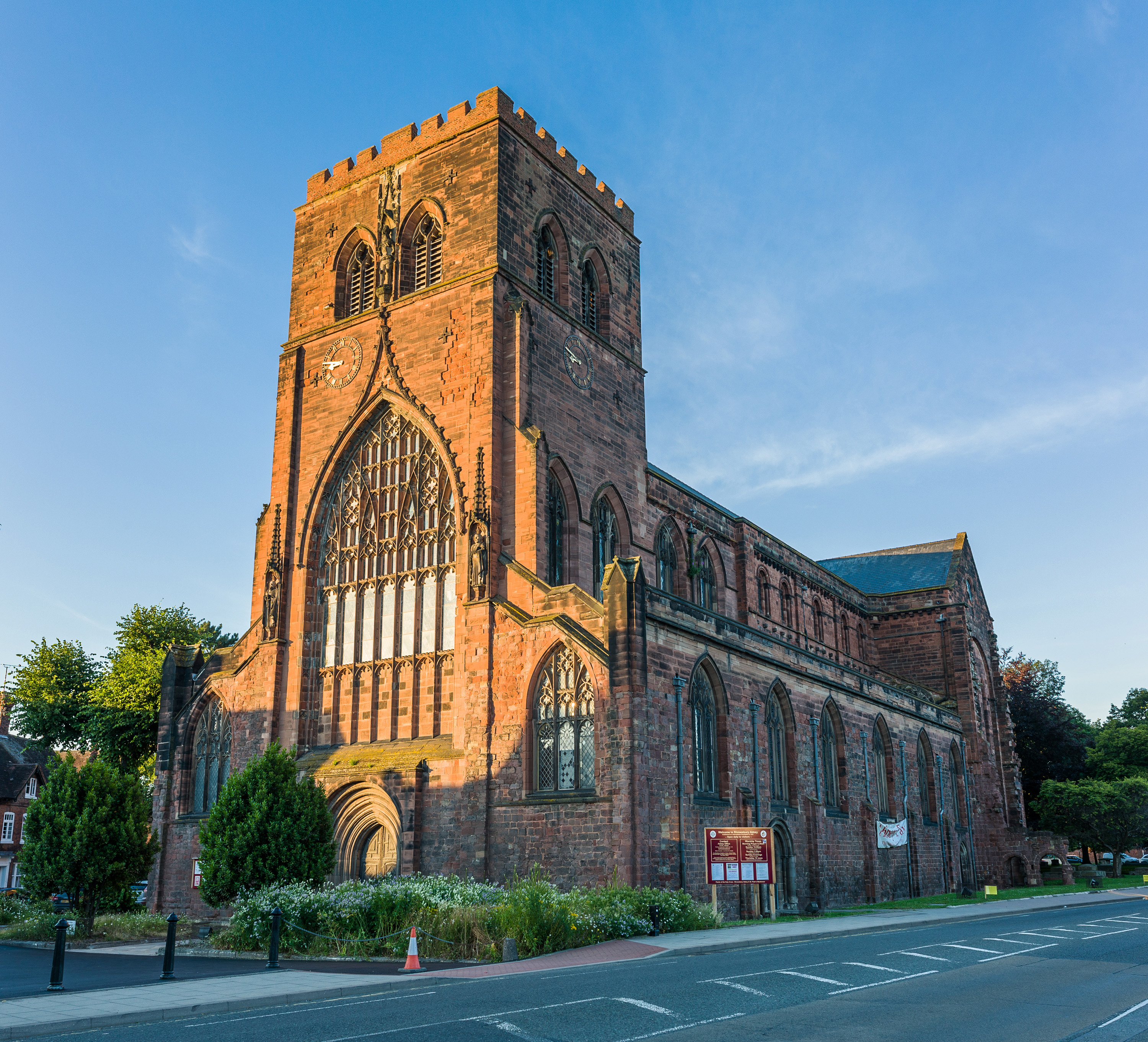
Shrewsbury Abbey

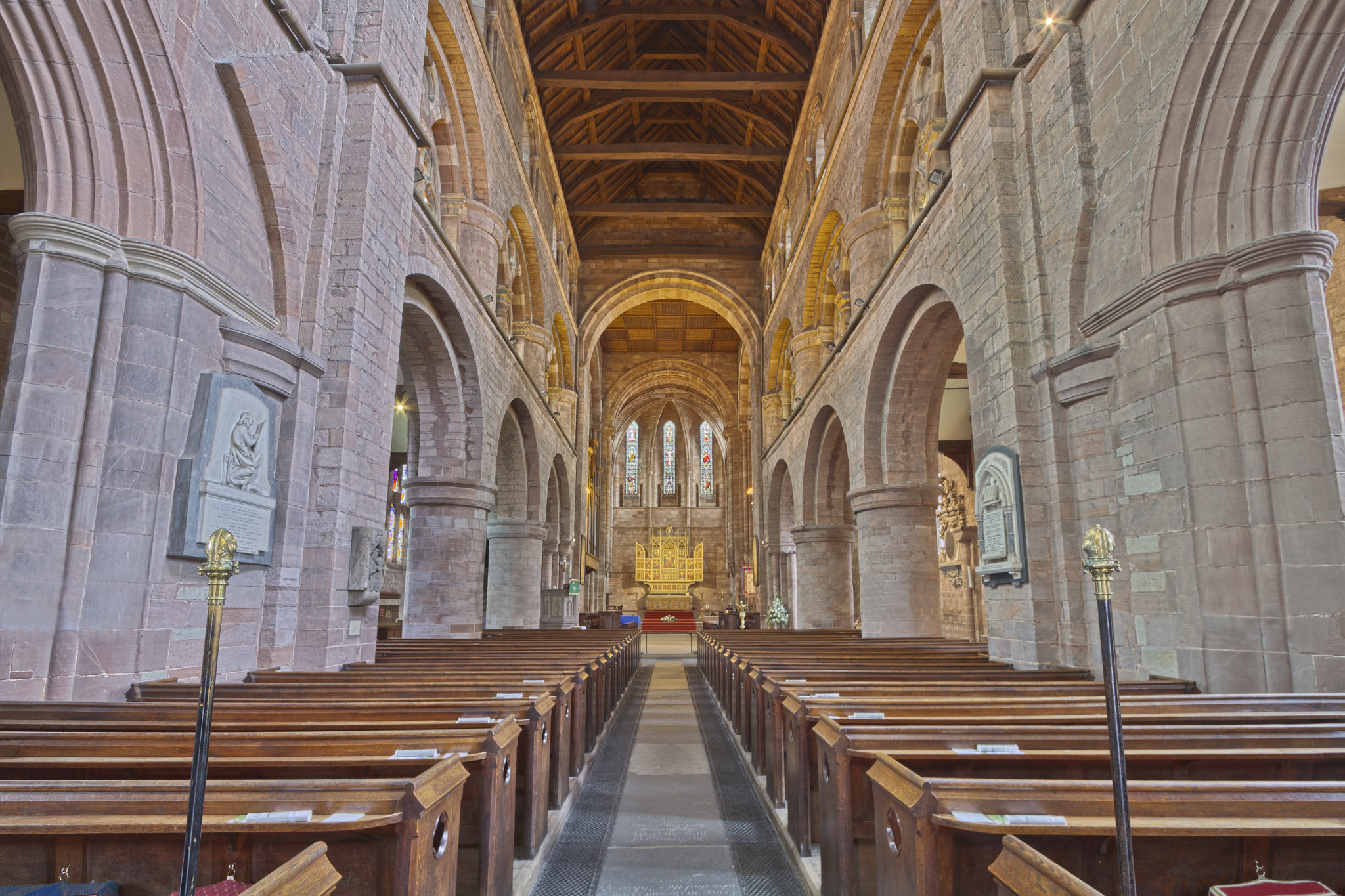
Langhaus und Chor

Die heute als Pfarrkirche der Church of England zugeordnete Shrewsbury Abbey war eine dem Heiligen Kreuz geweihte mittelalterliche Abtei bei der Stadt Shrewsbury in der Grafschaft (county) Shropshire im Westen Englands; sie ist als Grade-I-Bauwerk eingestuft und gehört zum Major Churches Network.

## Lage
Die etwa 75.000 Einwohner zählende Stadt Shrewsbury liegt in der Region West Midlands innerhalb einer Schleife des Flusses Severn in einer Höhe von ca. 70 m. Die Großstadt Birmingham ist ungefähr 75 km (Fahrtstrecke) in südöstlicher Richtung entfernt; die Großstadt Liverpool liegt gut 100 km nördlich. Die Shrewsbury Abbey befindet sich etwa 800 m außerhalb der Altstadt mit der im 19. Jahrhundert erbauten römisch-katholischen Kathedrale von Shrewsbury und der Kirche St Chad’s aus dem 18. Jahrhundert.

## Geschichte
Bereits die Existenz einer deutlich kleineren angelsächsischen Kirche an gleicher Stelle ist überliefert. Doch wenige Jahre nach der normannischen Eroberung Englands wurde die Abtei im Jahr 1083 von Roger de Montgomerie, 1. Earl of Shrewsbury, einem Mitstreiter Wilhelms des Eroberers, als Benediktinerkloster gegründet, reich mit Ländereien versehen und mit Mönchen aus der Abtei Saint Martin von Sées in der Normandie besetzt. Das neue Kloster wuchs schnell, da es auch ein viel besuchtes Pilgerziel war. Das 14. Jahrhundert war eine Zeit politischer und ökonomischer Krisen, wobei auch die Pestjahre 1348/49 eine Rolle spielten. Um 1539/40 wurden die Abteigebäude im Zuge der Auflösung der englischen Klöster unter Heinrich VIII. († 1547) zerstört; die Kirche blieb jedoch als Pfarrkirche (parish church) erhalten.

## Architektur
Große Teile der von Holzdecken überspannten anglo-normannischen Kirche sind – erkennbar an den Rundbögen – erhalten, wenngleich im 12. und 13. Jahrhundert kleinere Veränderungen vorgenommen wurden. Vor allem der Chor zeigt frühe frühgotische Formen, wenn auch ohne Maßwerk. Das in den Glockenturm integrierte Westfenster zeigt eindeutige Formen des spätgotischen Perpendicular Style.

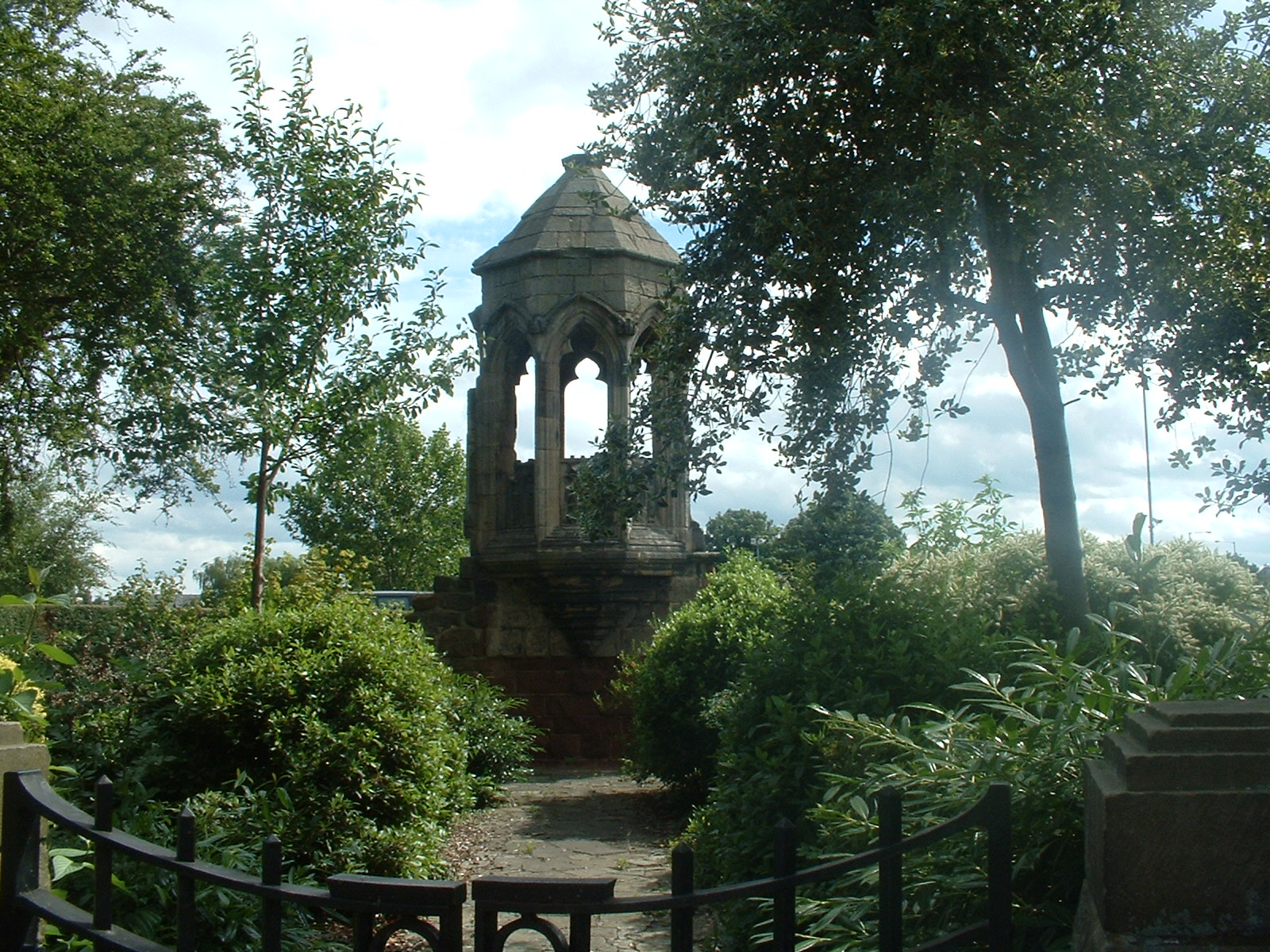
Vorlesekanzel des Refektoriums

## Vorlesekanzel des Refektoriums
Als Kuriosum ist die Erhaltung der aus dem 14. Jahrhundert stammenden Vorlesekanzel (pulpit) des zerstörten Refektoriums zu werten. Sie befindet sich nahe bei dem Parkplatz auf der Südseite der Kirche.

## Ausstattung
In der Kirche befinden sich zahlreiche Grabmäler, Grabplatten und Gedenktafeln. Der Flügelaltar ist ein Werk des 19. Jahrhunderts.